# سبورت كلوب

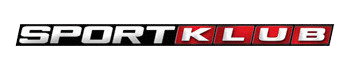
الشعار القديم المستخدم 2006-2013

سبورت كلوب ، الذي تم تقديمه سابقًا باسم سبورت كلوب ، هو خدمة تلفزيونية رياضية اشتراك تم بثها في البوسنة والهرسك والجبل الأسود وصربيا وسلوفينيا منذ عام 2006 ، وكرواتيا من عام 2007 وفي مقدونيا الشمالية من عام 2011 . تتوفر أيضًا نسخة مختلفة من القناة في بولندا منذ عام 2006.
يبث سبورت كلوب العديد من الأحداث الرياضية المختلفة بما في ذلك كرة القدم وكرة السلة والتنس وكرة القدم الأمريكية وهوكي الجليد والكرة الطائرة وكرة اليد وألعاب القوى والجولف وغيرها. يتم بث البرامج باللغات الصربية والكرواتية والسلوفينية والمقدونية والألبانية.
تم إطلاق القناة من قبل مجموعة مجموعة إيكو الإعلامية في عام 2006، وتم بيعها لاحقًا لشركات مختلفة. كان متاحًا سابقًا في المجر (2006-2016) ورومانيا (2006-2012).

## التغطية

### كرة القدم
يويفا
- تصفيات كأس العالم (فقط كرواتيا وسلوفينيا لتصفيات الاتحاد الأوروبي لكرة القدم)
- دوري أبطال أوروبا (سلوفينيا فقط ، 2021-2024)
- الدوري الأوروبي (سلوفينيا فقط ، 2021-2024)
- دوري المؤتمر الأوروبي (سلوفينيا فقط ، 2021-2024)
- كأس السوبر الأوروبي (سلوفينيا فقط ، 2021-2024)
- تصفيات بطولة أمم أوروبا (فقط كرواتيا وسلوفينيا وسلوفينيا مباريات على Šport TV  [لغات أخرى]‏)
- دوري الأمم الأوروبية (فقط كرواتيا وسلوفينيا)

كونكاكاف
- دوري أبطال الكونكاكاف
- دوري أمم الكونكاكاف

كاف
- دوري أبطال إفريقيا
- كأس الأمم الإفريقية

إي أف سي
- دوري أبطال آسيا
- كأس الاتحاد الآسيوي
- كأس آسيا

الدوريات:
| - German Bundesliga - Netherlands Eredivise - Portuguese Primeira Liga - Turkish Süper Lig - Austrian Bundesliga - دوري السوبر السويسري - Norway Eliteserien - دوري السوبر الدنماركي - الدوري التشيكي لكرة القدم - الدوري اليوناني - Swedish Allsvenskan - Bulgarian First League - دوري السوبر السلوفاكي | - دوري سلوفينيا لكرة القدم - دوري كازاخستان الممتاز - Lithuanian A Lyga - Georgian Erovnuli Liga - الدوري البيلاروسي الممتاز - Macedonian First League - Italian Serie B - German 2. Bundesliga - German 3. Liga - Turkey Second League ‏ - دوري كرة القدم السلوفيني الدرجة الثانية ‏ - دوري المحترفين السعودي |

الكؤوس:
| - كأس الاتحاد الإنجليزي - كأس فرنسا - كأس هولندا - Portuguese Cup - كأس تركيا - كأس إسكتلندا - كأس بلجيكا - كأس الدنمارك - Romanian Cup - كأس بلغاريا | - Slovenian Cup - كأس سلوفاكيا - Saudi King Cup - درع المجتمع الإنجليزي - كأس السوبر الألماني - Netherlands Super Cup - Portuguese Super Cup - كأس السوبر التركي - كأس السوبر السعودي |

### كرة السلة
الاتحاد الدولي لكرة السلة
- كأس العالم لكرة السلة 2027

الدوريات:
| - الدوري الأوروبي لكرة السلة - EuroCup - الرابطة الوطنية لرياضة الجامعات - Liga Endesa - German Bundesliga | - Israeli Premier League - Lithuanian Basketball League - Slovenian Premier A League - Australian National League |

الكؤوس:
- Copa del Rey
- BBL-Pokal
- Israeli League Cup  [لغات أخرى]‏
- King Mindaugas Cup
- كأس سلوفينيا لكرة السلة  [لغات أخرى]‏
- Supercopa de España
- Slovenian Supercup  [لغات أخرى]‏

### التنس
- Wimbledon
- ATP Masters 1000
- ATP 500
- ATP 250
- نهائيات الجولة العالمية لرابطة محترفي التنس
- WTA Tour

### موتوسبورت
- Formula 1
- Formula 2
- Formula 3  [لغات أخرى]‏
- سباق الجائزة الكبرى للدراجات النارية (Except in Slovenia)
- Moto 2 (Except in Slovenia)
- Moto 3 (Except in Slovenia)
- ناسكار

### الكرة الطائرة
| - Men's Nations League - Women's Nations League - الدوري البولندي للكرة الطائرة ‏ - Italian Men's Volleyball League - Italian Women's Volleyball League | - Turkish Men's Volleyball League - الدوري التركي لكرة الطائرة للسيدات - Slovenian Men's Volleyball League ‏ - Slovenian Women's Volleyball League - الدوري الألماني للكرة الطائرة ‏ |

### كرة اليد
- German Bundesliga
- Hungarian League
- الدوري البولندي لكرة اليد
- Slovenian First League

الكؤوس:
- كأس الاتحاد الألماني لكرة اليد
- Hungarian Cup  [لغات أخرى]‏
- Polish Cup  [لغات أخرى]‏
- Slovenian Cup  [لغات أخرى]‏
- DHB-Supercup
- Slovenian Supercup  [لغات أخرى]‏

### كرة القدم الأمريكية
- كرة القدم الأمريكية الجامعية
- CEFL
- Serbian National League  [لغات أخرى]‏

### ألعاب القوى
- Diamond League

### كرة الماء
- دوري أبطال أوروبا لكرة الماء

## نوفا سبورت
في 4 ديسمبر 2019، أطلقت المجموعة المتحدة قناة رياضية ثانوية باسم نوفا سبورت.

## روابط خارجية
- Official Site
- Official Site of Sport Klub Serbia
- Official Site of Sport Klub Slovenia
- Official Site of Sport Klub Croatia